# Cannon Fodder
Cannon Fodder es una serie de videojuegos de guerra (y más tarde la ciencia ficción) con tema de acción desarrollados por Sensible Software, inicialmente lanzado para el Commodore Amiga. Sólo dos juegos de la serie fueron lanzados, pero se convirtieron en los sistemas más activos en el momento del lanzamiento. La serie cuenta con un método claro: un poco humor negro.
Cannon Fodder 2, fue lanzado en 1994 para Amiga y DOS. Un tercer juego, Cannon Fodder 3, fue hecha por un desarrollador ruso y publicado en inglés en 2012.

## Jugabilidad
En ambos juegos, el jugador está a cargo de un escuadrón (el titular  "cannon fodder" en español "carne de cañón") de entre uno a ocho hombres que pueden ser divididos en tres grupos para propósitos de mando. Todos los hombres tienen una ametralladora con munición ilimitada, así como limitadas granadas y cohetes que se pueden encontrar en el mapa. En los niveles posteriores, el jugador cuenta con algunas granadas y cohetes en el inicio de la misión. Las armas del jugador no hacen daño a sus propios soldados, pero el fuego amigo de las granadas y los cohetes es posible, que también son las únicas armas capaces de destruir edificios y vehículos. Los hombres también pueden morir si son golpeados por los escombros arrojados de la explosión de edificios y vehículos, quedan atrapados en trampas, sumidos en las arenas movedizas, o alcanzados por fuego enemigo. Los hombres por lo general caminan, pero varios vehículos están disponibles en algunas misiones.
Los juegos se dividen en varias misiones, que suelen ser subdivididas en fases. Los soldados muertos son reemplazados por otros nuevos al inicio de cada fase. Cada soldado que sobrevive a una misión es promovido y recibe un pequeño aumento en la velocidad de disparo, la precisión y alcance. El jugador sólo es capaz de guardar el juego al término de una misión entera.
Cada fase se estructura en torno a objetivos de la misión que van desde "Matar a todos los enemigos" o "destruir edificios enemigos" para "rescatar a todos los rehenes". Algunas fases son complejas, y requieren que el jugador use su imaginación, de pre-planificación y estrategia. Por ejemplo, los jugadores pueden tener que dividir su equipo en dos o más grupos y dejar un grupo para defender una zona o ruta, asignando el control a la inteligencia artificial del juego, mientras que se toma el control del otro grupo.

## Video musical
El tema musical (War Has Never Been So Much Fun) para el juego fue escrito por el diseñador del juego Jon Hare, con el músico Richard Joseph. Fue cantado por el propio Hare. Un vídeo musical poco visto de la canción fue puesto en conjunto para promover la versión original.
Rodada en un solo día y con un presupuesto total de £500, contó con todo el equipo vestido con uniformes militares, un surtido de máscaras (incluyendo una de Mario) y armas de juguete. La versión de la pista de música es más completa que la que apareció en las versiones de 16 bits y fue grabado profesionalmente. De hecho, la pista de la pantalla de menú es también una versión reducida de una canción propia. Ambas canciones fueron escritas e interpretadas por Jon Hare, al igual que muchas de las otras canciones que aparecen en los juegos de Sensible.

## Personajes
La pantalla previa a la misión muestra una colina con una tumba por cada soldado muerto, con reclutas haciendo fila delante de ella y el puntaje en la parte superior de la pantalla. Los soldados tienen nombres únicos, mientras que en la gran escala de las cosas que son nada más que carne de cañón intercambiable.
El juego tiene cientos de reclutas individualmente nombrados, de los cuales los primeros pocos - Jools, Jops, Stoo y Rj - fueron nombrados directamente después del personal de desarrollo. Cada recluta que es asesinado en la batalla recibe una lápida en la colina y el siguiente recluta toma su lugar en la línea.

## Recepción
El juego, en el momento de su lanzamiento, fue criticado por los medios de comunicación por lo que era, a la vez, considerado violencia excesiva y glorificación de guerra. En Alemania el juego fue prohibido de distribución abierta.
Irónicamente, debido a sus detractores, el juego en sí es una sátira sobre la guerra y aquellos que se deleitan en ella, y hace numerosas declaraciones en este sentido. Estos incluyen el título del juego, el título de las canciones, y el alistamiento de reclutas haciendo cola junto a una colina cubierta de tumbas de los soldados. Cada soldado tiene un nombre, y el jugador se acuerda de las víctimas por su nombre al final del nivel. El manual del juego terminó con "Y en un tono más serio: no se trata de jugar en casa, niños, porque la guerra no es un juego - la guerra, como carne de cañón demuestra en su propia pequeña manera peculiar, es una pérdida sin sentido de recursos humanos y vidas. Esperamos que tu nunca tengas que encontrar la manera difícil".
Cannon Fodder fue galardonado como Mejor Juego de Atari Jaguar de 1995 por Electronic Gaming Monthly.
Cannon Fodder se incluyó en la lista de 2011 de los mejores videojuegos violentos de todos los tiempos por The Daily Telegraph, con un comentario - "esto obtuvo un montón de gente muy molesta", pero "era un juego sin descanso jugable, llena de humor negro y gráficos de dibujos animados".

## Juegos subsecuentes

### Cannon Soccer
En 1994, un minijuego gratuito llamado Cannon Soccer (o Cannon Fodder - Amiga Format Christmas Special) fue incluido en el disco Amiga Format Christmas issue. Se trataba esencialmente de dos niveles de bonificación de Cannon Fodder en el que los soldados luchan hordas de jugadores de fútbol de Sensible Soccer en un paisaje nevado. Los niveles se titula "Land of Hope and Glory", y "It's Snow Time".

### Sensible Soccer 92/93 Meets Bulldog Blighty
También conocido como Sensible Soccer: England vs Germany
Una de las versiones demo en el disco  21 fue Sensible Soccer Meets Bulldog Blighty, un homenaje a la famosa Tregua de Navidad entre los alemanes y los británicos sobre la tierra de nadie, en 1914. Se presentó un modo de juego que los jugadores involucrados eran sustituidos por soldados de Cannon Fodder, y la pelota con una granada de mano. La granada al azar comienza a parpadear y, finalmente, explota después de unos minutos, matando a los jugadores cercanos.

### Cannon Fodder 2
Cannon Fodder 2 es una secuela de 1995 con una jugabilidad y gráficos similares hasta el punto que la revisión de Amiga Computing sugirió que tenía más en común con un disco de datos que una verdadera secuela. El juego ofreció los niveles situados en desiertos y una nave espacial extraterrestre así los niveles con un tema medieval. Amiga Computing clasificó el juego con un 71%.
El diseñador Stuart Campbell escribió: "CF2 fue un juego un poco intercultural. Los niveles fueron inspirados por películas, música, otros juegos, política y eventos. Los títulos provenían de canciones, libros, y todo tipo de otras fuentes".

### Versiónremakecancelada para PlayStation 2
En una entrevista con Eurogamer a finales de 2005, Hare confirmó que existía hasta dos años de trabajo puesto en una actualización en 3D de Cannon Fodder: "Diseñé Cannon Fodder 3 con Codies hace seis años, el desarrollo se detuvo y comenzó a tres veces y, finalmente, fue al parecer detenido de forma permanente cuando el estudio de Londres se cerró hace cuatro años. Nada me gustaría más que ver a este proyecto resucitado, era muy avanzado en su estructura y por lo tanto, sería necesario un poco de modernización".

### Cannon Fodder 3
El 28 de agosto de 2006, Codemasters anunció que en Londres una nueva versión de Cannon Fodder habría aparecerecido exclusivamente para la PlayStation Portable. Habría conservado su vista desde arria y las grandes cabezas de los soldados, y por primera vez el juego hubiera sido en 3D. Después de un anuncio de lanzamiento de gran tamaño que incluía renders de caracteres y capturas de pantalla, el juego fue cancelado sin dar explicaciones. En una entrevista posterior, dijo Hare "Lamentablemente, por causas ajenas a nosotros, Codemasters afrontó problemas económicos y tuvo que vender el estudio, así que todo se fue".